# Ortsfilter

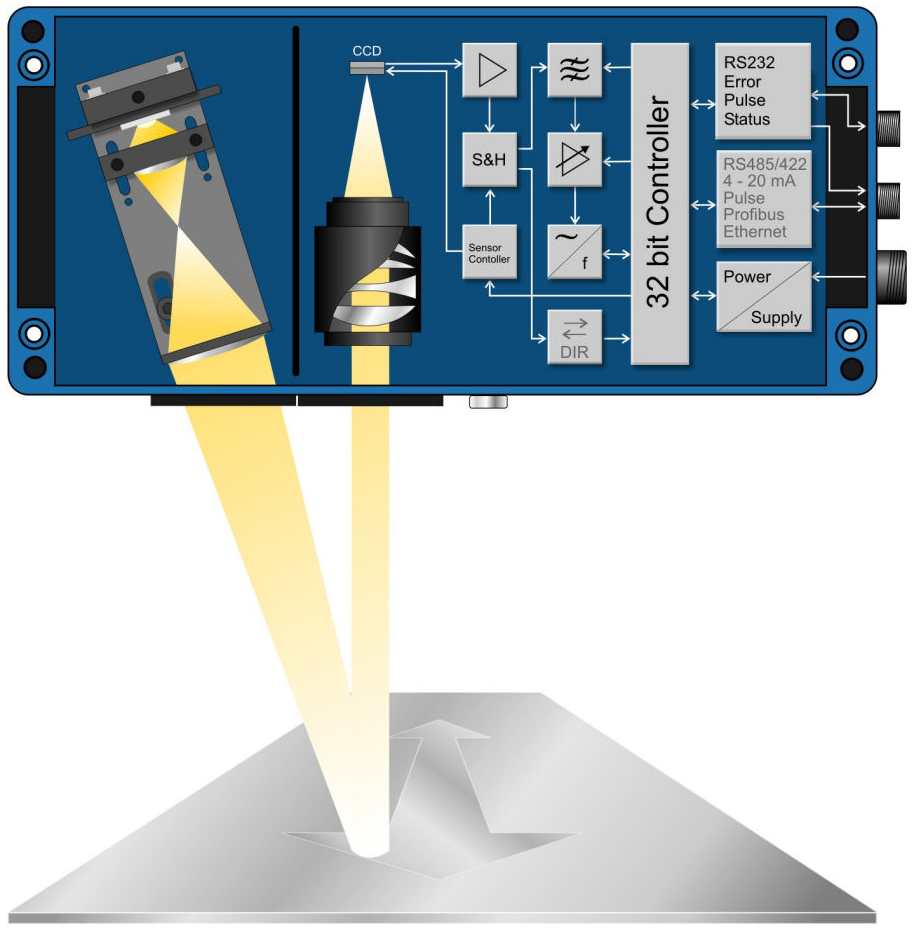
Blockdiagramm eines Geschwindigkeitssensors auf Basis eines CCD-Ortsfilters

Ortsfilter (englisch spatial filter) werden zur berührungslosen, optischen Messung von Geschwindigkeit und Größe bewegter Materialien eingesetzt. Im Gegensatz zum Raumfilter in der Lasertechnik handelt es sich eigentlich um ein Ortsfrequenzfilter.
Das Ortsfilter basiert auf der Filterwirkung gitterförmiger Strukturen, z. B. eines CCD-Sensors. Ein Objektiv
bildet das Messobjekt darauf ab. Die Pixel tragen mit wechselndem Vorzeichen zum Ausgangssignal bei, das auf seine Frequenzanteile untersucht wird. Die Bewegungsgeschwindigkeit ist das Produkt aus Abbildungsmaßstab, Gitterperiode und gemessener Frequenz. Für einen geringeren Einfluss des genauen Arbeitsabstandes werden telezentrische Objektive verwendet.
Da alle Bildpunkte zum Signal beitragen, reicht eine vergleichsweise geringe Beleuchtungsstärke und ein geringer Kontrast (bei der eingesetzten Ortsfrequenz). Die Ortsfrequenz kann elektronisch umschaltbar sein für eine Anpassung an unterschiedliche Materialien oder Geschwindigkeitsbereiche oder zur Messung von Größenverteilungen.